# Dmitri Jurjewitsch Jelchin
Dmitri Jurjewitsch Jelchin (russisch Дмитрий Юрьевич Елхин, wiss. Transliteration Dmitrij Jur'evič Elchin; * 20. Mai 1989 in Saransk) ist ein russischer Biathlet.
Dmitri Jelchin startete seine internationale Karriere vergleichsweise spät. Seine ersten Rennen bestritt er nicht mehr als Junior, sondern schon bei den Männern im IBU-Cup. 2013 debütierte er hier in Osrblie und erreichte als 18. eines Einzels sofort die Punkteränge. Im Sprint wurde er 25. und wurde nach den Resultaten für die Europameisterschaften 2013 in Bansko nominiert. In Bulgarien kam er im Einzel zum Einsatz und belegte den 43. Rang.